# جان مورفی (دوچرخه‌سوار)
جان مورفی (انگلیسی: John Murphy؛ زادهٔ ۱۵ دسامبر ۱۹۸۴) دوچرخه‌سوار اهل ایالات متحده آمریکا است.
از باشگاه‌هایی که در آن بازی کرده‌است می‌توان به تیم بی‌ام‌سی، تیم دوچرخه‌سواری یونایتدهلثکر، و تیم دوچرخه‌سواری یونایتدهلثکر، اشاره کرد.